# 山佐パターン
山佐パターン（やまさパターン）は、パチスロメーカーの一つである山佐が開発・販売するパチスロ機に共通する、独特のリーチ目パターンのこと。
パチスロ0号機の時代は、リール制御が完全でない機種が多数あり、目押しさえできれば誰でもボーナスゲームが抜き放題の時代であった。その対策としてステッピングモーターが採用され、元祖リーチ目のパチスロとなったのが「パチスロパルサー」だった。この機種は、出目をテーブル制御で決定していて、ボーナスゲームが当たった時にボーナス絵柄を引き込めなかった場合、ボーナス絵柄と代役絵柄を決定された停止位置で出すようにしていた。この独自のリール制御が後々の機種にも受け継がれていき、大量リーチ目と共に山佐パターンと呼ばれるに至った。

## 代表パターン
※いずれもボーナス絵柄と代役絵柄の組み合わせ
- 有効ライン直線型
- L字型
- 逆L字型
- 反転L字型
- 反転逆L字型
- 山型
- V字型
- 右下にチェリー付き7停止（ゲチェナ）で小役ハズレ

いずれも機種や停止順序、停止絵柄によって、1確・2確（1リール停止・2リール停止でボーナス成立が確定する出目）がある。パチスロパルサーの2確例として、右押しで右リール上段に「7」、中リール上段にスイカを狙って、スイカが下段までスベればボーナス確定というものがあった。

## 注意事項
「7」が絡むパターンは、チェリーがないとガセリーチ目となる場合がある。ただし、ボーナスフラグが成立している場合もある。